# Den syvende sans
Den syvende sans er en dansk dokumentarfilm fra 1963 med instruktion og manuskript af Werner Hedman og Helge Robbert.

## Handling
En film om forudseenhed i trafikken: En bilist, der skælder ud over andre trafikanters manglende omtanke, får lejlighed til at analysere andres fejl, og hvor kun en hård opbremsning afværger katastrofen. Han opdager herved, at mange ulykker og trafikuheld kan undgås, hvis man vænner sig til at bruge "den syvende sans", evnen til at indkalkulere andres mulige fejl i sin bedømmelse.

## Medvirkende
- Buster Larsen